# Holcolaetis albobarbata
Holcolaetis albobarbata är en spindelart som beskrevs av Simon 1910. Holcolaetis albobarbata ingår i släktet Holcolaetis och familjen hoppspindlar. Inga underarter finns listade i Catalogue of Life.